# Хрещений Ланскі
«Хрещений Ланскі» (англ. Lansky) — американський телевізійний фільм 1999 року.

## Сюжет
Легендарний мафіозі Меєр Ланськи за своє довге життя встиг багато чого — побудувати підпільну ігрову імперію, допомогти встати на ноги Багсі Сигелу і Лакі Лучіано, брати участь у другій світовій війні. І ось тепер, коли йому вже за 70, над ним висить загроза екстрадиції з Ізраїлю. Вважаючи себе вірним сином свого народу, Ланськи не може змиритися з тим, що його виганяють з рідної країни, і має намір битися в суді до останнього.

## У ролях
| Актор          | Роль          |
| -------------- | ------------- |
| Річард Дрейфус | Меєр Ланськи  |
| Ерік Робертс   | Багсі Сигел   |
| Ентоні Лапалья | Чарльз Лучано |